# 死んだ雄鶏
死んだ雄鶏（しんだおんどり、ウクライナ語: Мертвий півень）は、1981年に結成されたウクライナのロックバンド。歌詞の一部は有名な小説家ユリー・アンズロホウィッチによって書かれている。